# Affoltern (huyện)
Huyện Affoltern (cũng có tên là Knonaueramt hay Säuliamt) là một trong 12 huyện của bang Zürich nói tiếng Đức của Thụy Sĩ. Thủ phủ là thành phố Affoltern am Albis.

## Đô thị
Affoltern contains a total of 14 Đô thị:
| Đô thị             | Dân số (31 December 2014) | Diện tích, km² |
| ------------------ | ------------------------- | -------------- |
| Aeugst am Albis    | 1.952                     | 7.87           |
| Affoltern am Albis | 11.540                    | 10.56          |
| Bonstetten         | 5.279                     | 7.42           |
| Hausen am Albis    | 3.469                     | 13.64          |
| Hedingen           | 3.645                     | 6.59           |
| Kappel am Albis    | 1.014                     | 7.87           |
| Knonau             | 2.033                     | 6.48           |
| Maschwanden        | 664                       | 4.67           |
| Mettmenstetten     | 4.463                     | 13.11          |
| Obfelden           | 4.925                     | 7.54           |
| Ottenbach          | 2.542                     | 4.98           |
| Rifferswil         | 999                       | 6.50           |
| Stallikon          | 3.290                     | 12.01          |
| Wettswil am Albis  | 4.711                     | 3.77           |
| Total              | 50.526                    | 113.01         |